# Малый Суруш
Малый Суруш — река в России, правый приток Большого Суруша. Протекает в Исаклинском районе Самарской области.

## География
Устье реки находится в 1 км по правому берегу реки Большой Суруш. Длина реки составляет 18 км. В верховьях реку пересекает Ново-Закамская оборонительная линия.

## Данные водного реестра
По данным государственного водного реестра России относится к Нижневолжскому бассейновому округу, водохозяйственный участок реки — Сок от истока и до устья. Речной бассейн реки — Волга от верховий Куйбышевского вдхр. до впадения в Каспий.
Код объекта в государственном водном реестре — 11010000612112100005792.